# フサガスガ
フサガスガ（Fusagasugá）は、コロンビアのクンディナマルカ県にある都市。人口は13万4523人（2015年）。ボゴタの南西50kmに位置している。

## 概要
標高はボゴタより約900m低いため、冬の気温は6度くらい高い。温暖な気候を生かした花や果物などの商品作物の栽培が盛んであり、特に蘭の産地として有名である。花畑が広がっているため「庭園都市」という呼び名がよく使われる。市内には幾つかの大学がサテライトキャンパスを置いており、大学生の居住者が多い。
近年は、別荘地や日帰り観光地として注目されており、レジャー施設の建設が相次いでいる。フサガスガは自転車競技のルイス・エレラの出身地であり、サイクリングは人気の高い娯楽である。

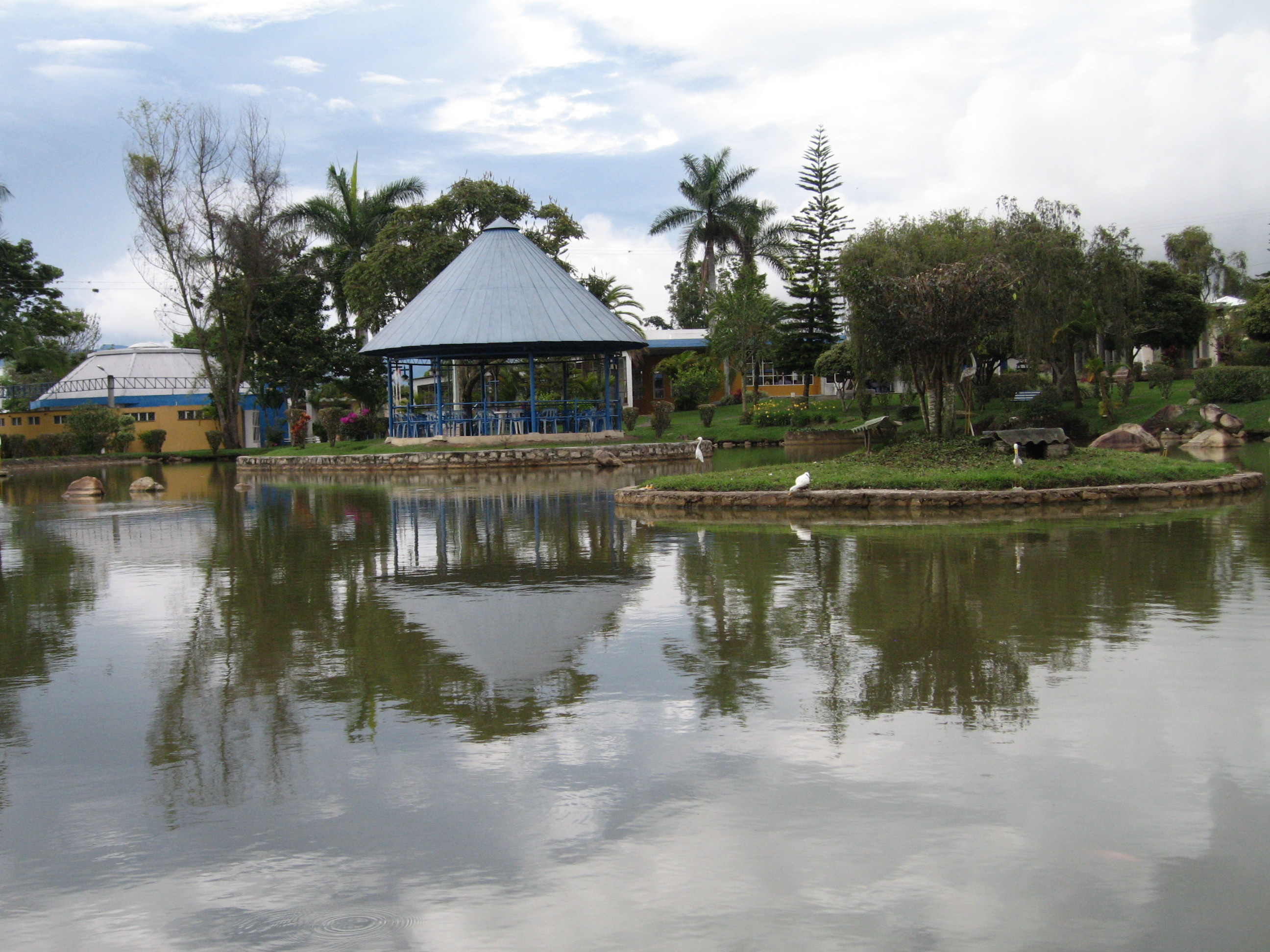
公園
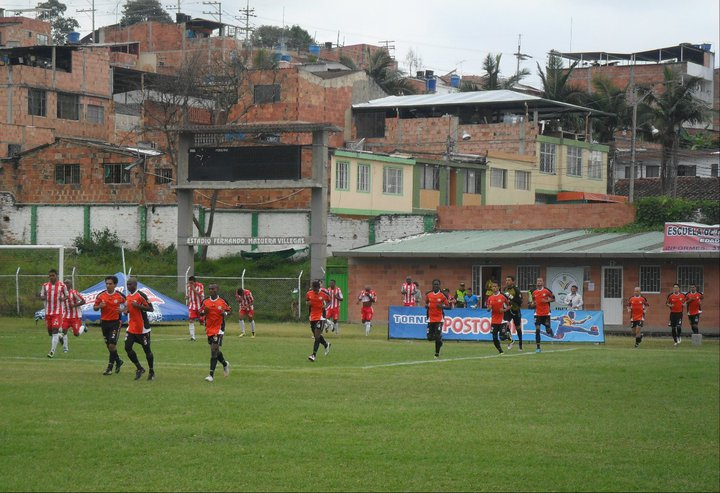
サッカー場
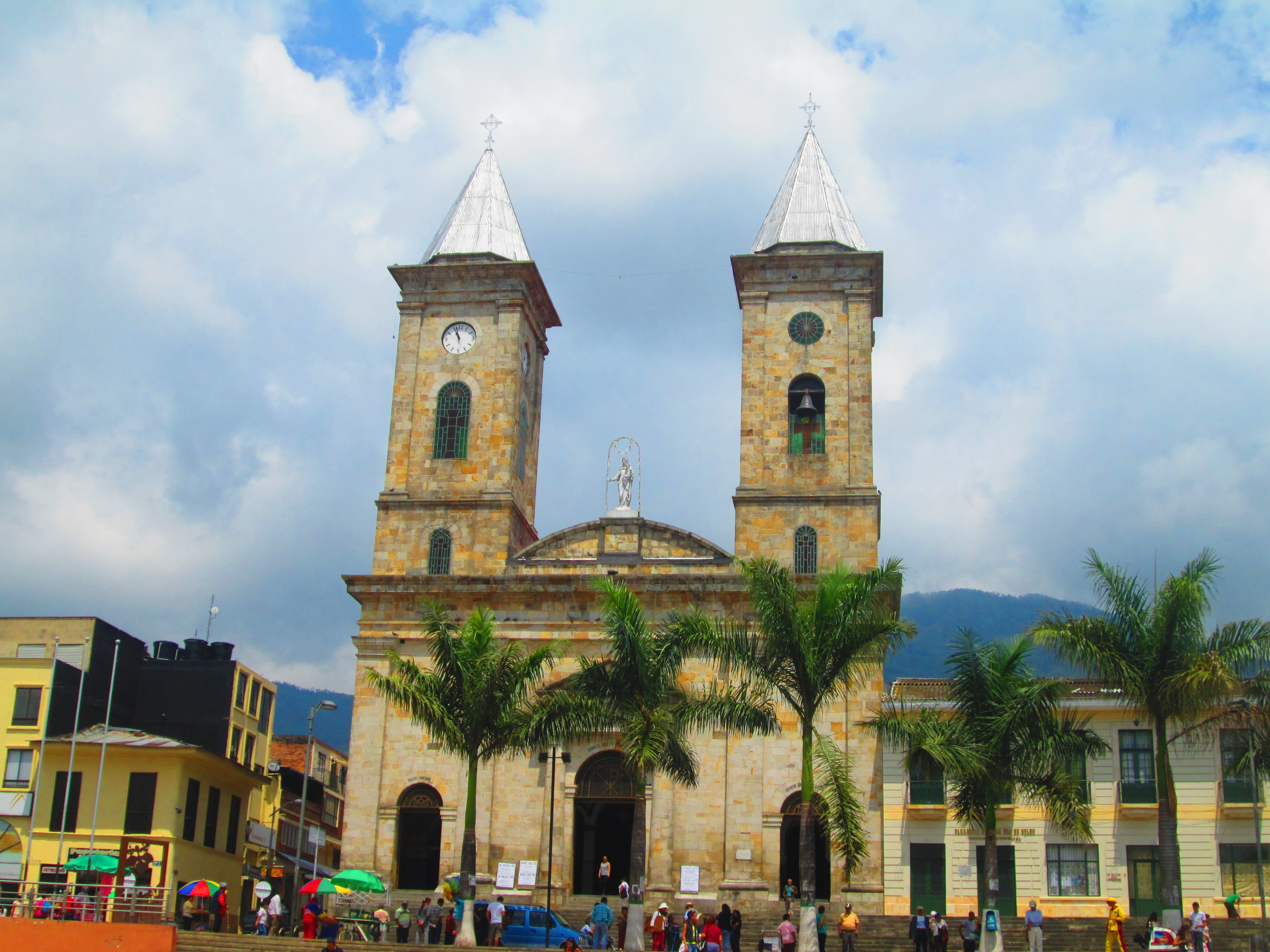
大聖堂